# Cliff Gorman
Joel Joshua Goldberg (13 de outubro de 1936 – 5 de setembro de 2002), conhecido profissionalmente como Cliff Gorman, foi um ator norte-americano. Ele ganhou um Obie Award em 1968 pela apresentação no palco de The Boys in the Band, e repetiu seu papel na versão cinematográfica de 1970.

## Vida e carreira
Gorman nasceu Joel Joshua Goldberg no Queens, Nova Iorque, filho de pais judeus, Ethel (nascida Kaplan) e Samuel Goldberg, que mais tarde mudaram o sobrenome para Gorman. Ele frequentou a High School of Music & Art em Manhattan.
Gorman ganhou um Tony Award em 1972 por interpretar Lenny Bruce na peça Lenny. Embora a versão cinematográfica, dirigida por Bob Fosse, apresentasse Dustin Hoffman, Gorman foi recrutado para interpretar um personagem semelhante a Dustin Hoffman, interpretando Lenny Bruce em uma história paralela no filme autobiográfico de Fosse, All That Jazz (1979).
Ele interpretou Joseph Goebbels no telefilme de 1981, The Bunker, e co-estrelou como o tenente Andrews no filme Angel (1984). Teve papéis nos filmes Cops and Robbers (1973), Rosebud (1975), Brink's: The Great Robbery (1976), An Unmarried Woman (1978) com Jill Clayburgh, Night of the Juggler (1980), Hoffa (1992) com Jack Nicholson e Danny DeVito, e Night and the City (1992). Seu trabalho na TV incluiu atuações na série Law and Order, Murder, She Wrote, Friday the 13th: the Series e no drama dos anos 1970 Police Story, escrito pelo ex-sargento-detetive do LAPD Joseph Wambaugh.
No episódio de 13 de setembro de 1965 de To Tell the Truth, Gorman sentou-se no assento nº 1 como um impostor para o jogo nº 3 da noite. Ele recebeu dois votos, um de Orson Bean, e outro de Kitty Carlisle. Quando questionado sobre o que ele realmente fazia para viver, ele respondeu que vendia aparelhos de ar condicionado para a Republic Water Heater Company.

## Vida pessoal
Gorman e sua esposa Gayle Gorman cuidaram de seu colega do elenco de The Boys in the Band, Robert La Tourneaux, nos últimos meses de sua batalha contra a AIDS, até a morte de La Tourneaux em 3 de junho de 1986.

## Morte
Em 5 de setembro de 2002, Gorman morreu de leucemia aos 65 anos em sua casa em Manhattan.

## Filmografia
| Ano  | Título                            | Personagem            | Notas              |
| ---- | --------------------------------- | --------------------- | ------------------ |
| 1969 | Justine                           | "Toto"                |                    |
| 1970 | The Boys in the Band              | Emory                 |                    |
| 1973 | Cops and Robbers                  | Tom                   |                    |
| 1975 | Rosebud                           | Hamlekh               |                    |
| 1975 | The Silence                       | Stanley Greenberg     | Telefilme          |
| 1976 | Brink's: The Great Robbery        | Danny Conforti        | Telefilme          |
| 1977 | Having Babies II                  | Arthur Magee          | Telefilme          |
| 1978 | An Unmarried Woman                | Charlie               |                    |
| 1979 | All That Jazz                     | Davis Newman          |                    |
| 1980 | Night of the Juggler              | Gus Soltic            |                    |
| 1981 | The Bunker                        | Joseph Goebbels       | Telefilme          |
| 1984 | Angel                             | Tenente Andrews       |                    |
| 1992 | Night and the City                | Phil Nasseros         |                    |
| 1992 | Hoffa                             | Soloman "Solly" Stein |                    |
| 1999 | Ghost Dog: The Way of the Samurai | Sonny Valerio         |                    |
| 2000 | King of the Jungle                | Jack                  |                    |
| 2003 | Kill the Poor                     | Yakov                 | Lançamento póstumo |